# Cis muriceus
Cis muriceus es una especie de coleóptero de la familia Ciidae.

## Distribución geográfica
Habita en Sudáfrica.